# Archephanes zalosema
Archephanes zalosema là một loài bướm đêm trong họ Geometridae.